# Moebelia rectangulata
Moebelia rectangulata är en spindelart som beskrevs av Song och Li 2007. Moebelia rectangulata ingår i släktet Moebelia och familjen täckvävarspindlar. Inga underarter finns listade i Catalogue of Life.